# Ergun Öztuna
Ergun Öztuna (* 16. August 1937 in Uşak; † 24. Mai 2023 in Fenerbahçe, Kadıköy, Istanbul) war ein türkischer Fußballspieler und -trainer. Durch seine langjährige Tätigkeit für Fenerbahçe Istanbul wird er sehr stark mit diesem Verein assoziiert und sowohl von Fan-, als auch von Vereinsseite als einer der legendärsten Spieler angesehen. Er galt im türkischen Fußball als einer der größten Talente seiner Zeit, konnte seine Karriere aufgrund zahlreicher Verletzungen aber nicht entfalten. Aufgrund seiner physischen Ähnlichkeit zum berühmten ungarischen Fußballstar Ferenc Puskás erhielt er zu Spielerzeiten den Spitznamen „Puskás Ergun“. Nach anderen Quellen wurde er während einer Begegnung von Puskás lobend erwähnt und erhielt deswegen diesen Namen. Er erzielte das erste Tor Fenerbahçes in der Süper Lig, der höchsten türkischen Spielklasse. Öztuna starb 85-jährig im Mai 2023.

## Karriere

### Verein
Entgegen vielen Quellen kam Öztuna nicht in Akhisar auf die Welt, sondern als Sohn eines Försters und einer Hausfrau in Uşak als viertes der insgesamt fünf Kinder auf Welt. Als Zweijähriger wurde sein Vater nach Akhisar versetzt, wodurch die Familie ihren Wohnsitz zu dieser Stadt verlagerte. Öztunas Vater erkrankte Mitte der 1940er Jahre an Leukämie und verstarb wenig später an dieser Krankheit. Nach dem Tod des Vaters sorgte der älteste Sohn, der als Schulinspektor arbeitete, für die Familie. Der ältere Bruder wurde in die westtürkische Hafenstadt Izmir versetzt, wodurch die gesamte Familie dorthin zog und fortan im Bezirk Karşıyaka wohnte. Bereits in Akhisar begann Öztuna in der Grundschule mit dem Fußballspielen. Seine älteren Brüder und Cousins spielten hier beim Amateurverein Akhisar Güneşspor, einem der Vorgängervereine des späteren türkischen Erstligisten Akhisar Belediyespor, Fußball, sodass Öztuna in einem fußballbegeisterten Umfeld aufwuchs und selber bei Güneşspor mit dem Vereinsfußball begann. Nach dem Umzug der Familie nach Karşıyaka, fand Öztuna dank seiner fußballerischen Fähigkeit schnell Anschluss an seine neue Umgebung und war schnell ein wichtiges Mitglied seiner Straßenmannschaft. Später besuchte er das Karşıyaka-Gymnasium und spielte auch für die zugehörige Schulmannschaft. Dieses Gymnasium diente damals Karşıyaka SK, dem Sportverein des Viertels, als wichtigster Spielerlieferant. So wurde auch Öztuna zur Saison 1953/54 in die erste Mannschaft dieses Vereins aufgenommen und spielte mit diesem in der İzmir Futbol Ligi (dt. Fußballliga Izmir), der regionalen Fußballliga der westtürkischen Hafenstadt Izmir. Da damals in der Türkei keine landesübergreifende Profiliga bestand, existierten stattdessen in den Ballungszentren wie Istanbul, Ankara und Izmir regionale Ligen, von denen die İstanbul Profesyonel Ligi (dt. Istanbuler Profiliga) als die renommierteste galt. Etwa zu dieser Zeit er in die Jugendauswahlmannschaft der Stadt gewählt und wurde hier von Sait Altınordu, einer ehemaligen Fußballlegende der Stadt trainiert. Auf diese Auswahl folgte 1955 eine Nominierung in die türkische U-18-Nationalmannschaft.
Nach seinen Einsätzen für die türkische U-18-Nationalmannschaft wurden die Istanbuler Vereine Galatasaray Istanbul und Fenerbahçe Istanbul auf ihn aufmerksam. Bei Galatasaray bemühte sich der Cheftrainer Gündüz Kılıç um eine Verpflichtung Öztunas. Da aber Öztunas Familie und er selbst Anhänger von Fenerbahçe waren, lehnte er das Angebot Galatasarays ab und wechselten stattdessen im Sommer 1956 gegen eine Ablösesumme von 15.000 Türkische Lira zu Fenerbahçe und. Zum Zeitpunkt seines Wechsels bei Fenerbahçe spielte dieser Verein in der İstanbul Profesyonel Ligi (dt.: Istanbuler Profiliga). In diesem Umfeld gab Öztuna am 12. September 1956 in der Ligapartie gegen Beyoğluspor sein Profidebüt. Er etablierte sich schnell zum Stammspieler und absolvierte in seines ersten Saison für Fenerbahçe 15 von 18 möglichen Ligaspielen. Er bildete zusammen mit Can Bartu und Lefter Küçükandonyadis den Dreiersturm seiner Mannschaft und war mit acht Saisontoren hinter den genannten Spielern der dritterfolgreichste Spieler seiner Mannschaft. Sein Verein beendete die Saison als Meister, wodurch Öztuna seinen ersten Titel auf Vereinsebene holen konnte. In der nächsten Saison verletzte sich Öztuna in der Ligapartie vom zweiten Spieltag gegen den Erzrivalen Galatasaray, welches auch als Interkontinentales Derby bezeichnet wird, am Meniskus und fiel den Rest der Spielzeit aus. Anders als vielfach behauptet wurde er nach eigenen Aussagen nicht durch seinen Gegenspieler Kadri Aytaç verletzt, sondern verletzte sich selber, nachdem Aytaç ihn mit einer Körpertäuschung ausspielte und Öztuna sich nach einer spontanen Reaktion das Knie verdrehte. Seine Mannschaft verfehlte in dieser Saison die Meisterschaft. Öztuna konnte erst nach Saisonende an einigen Spielen der nach-saisonalen Pokalbegegnungen teilnehmen. In der Saison kehrte er 1958/59 wieder genesen in den Mannschaftskader zurück und eroberte sich schnell einen Stammplatz. Sein Verein beendete die Saison als Istanbuler Meisterschaft und sicherte sich damit die letzte Meisterschaft dieser Istanbuler Profiliga. Öztuna absolvierte in dieser Saison 13 von möglichen 18 Ligaspielen und erzielte sechs Tore.
Ab Frühjahr 1959 nahm Öztuna dann mit Fenerbahçe an der neugegründeten und landesweit ausgelegten Millî Lig (der heutigen Süper Lig) teil. Diese Liga wurde im Frühjahr 1959 als die erste landesweit ausgelegte Nationalliga der Türkei gegründet und löste die regionalen Ligen in den größeren Ballungszentren, wie z. B. die İstanbul Profesyonel Ligi, als höchste und einzige türkische Spielklasse ab. Die erste Spielzeit der Millî Lig wurde von Februar 1959 bis Juni 1959 ausgespielt und endete mit einem Sieg von Fenerbahçe Istanbul. Öztuna erzielte in der Partie vom ersten Spieltag dieser neuen Liga gegen MKE Ankaragücü das Tor zum zwischenzeitlichen 1:0 und ging damit als Schütze des ersten Erstligatores in die Vereinsannalen ein. Insgesamt absolvierte er in dieser Spielzeit zehn der möglichen 16 Ligaspiele und wurde mit seinem Team erster türkischer Fußballmeister. Die letzten drei Ligaspiele dieser Saison fiel er verletzungsbedingt aus. Nachdem er zur neuen Saison seine Verletzung überstanden hatte, verletzte er sich in der Partie des Europapokals der Landesmeister 1959/60 vom 3. September 1959 gegen den ungarischen Vertreter Csepel SC und fiel den Rest der Spielzeit aus. In dieser Spielzeit misslang seiner Mannschaft die Titelverteidigung in der Meisterschaft. Stattdessen gewann die Mannschaft den Cemal-Gürsel-Pokal. Öztuna konnte erst nach Saisonende an diesem nachsaisonalen Pokalwettbewerb wieder spielen. In seiner dritten Saison für die Blau-Gelben absolvierte er zehn Ligaspiele, erzielte dabei sechs Tore und wurde er mit seiner Mannschaft wieder türkischer Meister.
Am Anfang der neuen Saison, der Saison 1961/62, spielte Öztuna in drei Begegnungen und fiel anschließend aufgrund einer erneuten Meniskusverletzung nahezu den gesamten Rest der Saison aus. Er verletzte sich in der Partie der Europapokal der Landesmeister gegen den deutschen Vertreter 1. FC Nürnberg. Sein Verein verfehlte in dieser Saison die Titelverteidigung in der nationalen Meisterschaft und beendete die Saison mit einem 4-Punkterückstand auf den Erzrivalen Galatasaray als Vizemeister. Dieser Umstand führte dazu, dass die Vereinsführung eine Kaderrevision beschloss und Öztuna eingeschlossen viele Spieler zum Verkauf ausstellte. Trotz dieser Entwicklungen blieb Öztuna auch in der neuen Saison bei Fenerbahçe und wurde im September 1962 für eine Meniskusoperation nach Rom geschickt. Seine Verletzung und die Erholung davon führten erneut dazu, dass Öztuna auch in der Spielzeit 1962/63 nahezu vollständig nicht zur Verfügung stand. Erst ab Ende Mai 1963 konnte er eingesetzt werden und absolvierte bis zum Saisonende sieben Ligaspiele und erzielte dabei zwei Tore. Sein Klub blieb auch in dieser Spielzeit ohne Titelgewinn.
Nach dieser zweiten Saison ohne Titel entschied der Verein seinen Kader umzustrukturieren. So wurde von Karşıyaka SK mit Ogün Altıparmak einer der verheißungsvollsten Offensivtalente verpflichtet. Karşıyaka SK wiederum nutzte diesen Wechsel dazu, seinen früheren Spieler Öztuna zu verpflichten. Da Öztuna in dieser Saison keinen Pflichtspieleinsatz hatte, ergab sich die Möglichkeit ihn aus der Reihe im Saisonverlauf zu verpflichten. Fenerbahçe stimmte diesem Wechsel unter der Bindung bei, dass Öztuna nicht in den Spielen gegen Fenerbahçe eingesetzt werden dürfe. So wechselte Öztuna Mitte November 1963 wieder zu Karşıyaka. Bei seinem neuen Verein absolvierte er bis zum Saisonende 14 Ligaspiele und erzielte dabei ein Tor. Da der Klub aber den Klassenerhalt verfehlte, verließ Öztuna diesen bereits nach einem Jahr wieder und kehrte zu Fenerbahçe zurück. Er konnte mit seinem Team auch in der Spielzeit 1964/65 die türkische Meisterschaft holen. Dadurch gelang seinem Team die Titelverteidigung in der Meisterschaft, die erste der Vereinsgeschichte. Öztuna fristete in dieser Meisterschaftssaison verletzungsbedingt erneut eher ein Reservistendasein und wurde in acht Ligaspielen eingesetzt. Dieser Umstand führte dazu, dass Öztuna zum Saisonende auf die Verkaufsliste genommen wurde. Obwohl Öztuna auch von einigen türkischen Erstligisten Angebot hatte, wechselte er im Juli 1965 zum österreichischen Zweitligisten Klagenfurter AC.
Öztuna spielte bei den Klagenfurtern eine Spielzeit und wechselte im Sommer 1966 zu dem wieder in die 1. türkische Liga aufgestiegenen Verein Karşıyaka SK. Bei diesem Verein etablierte er sich dieses Mal besser und kam auf 20 Ligaeinsätze mit vier Toren. Da sein Verein aber erneut den Klassenerhalt verfehlt, verließ Öztuna den Klub ein weiteres Mal. Öztuna wechselte zur neuen Saison zum neuen Erstligisten Bursaspor. Dieser Wechsel kam auf Wunsch des Bursaspor-Trainer Sabri Kiraz zustande. Hier bildete er mit den anderen Offensivspielern Ersel Altıparmak, Mesut Şen und Haluk Erdemoğlu ein erfolgreiches Gespann und steuerte zum sechsten Tabellenplatz seiner Mannschaft vier Tore und mehrere Vorlagen bei. Nachdem im Saisonverlauf aber Kiraz durch Muhtar Tunçaltan als Cheftrainer ersetzt wurde, bekam Öztuna immer weniger Spieleinsätze und wurde am Saisonende auf die Verkaufsliste gesetzt.
Nachdem Öztuna bei Bursaspor auf die Verkaufsliste gesetzt worden war, wechselte er im Sommer 1968 zum Drittligisten Nazilli Belediyespor. Bereits nach einer halben Spielzeit verließ er diesen Klub, heuerte stattdessen beim Ligarivalen Rizespor an und folgte damit seinem langjährigen Teamkollegen Şenol Birol. Dieser war beim Verein seiner Heimatstadt Rize als Spielertrainer eingestellt wurden und holte als eines seiner ersten Amtshandlungen Birol Pekel und Öztuna zu seiner Mannschaft. Bei diesem Klub spielte er nur bis zum Saisonende. Nachdem er sich allerdings im Februar 1969 erneut verletzt hatte, fiel er den Rest der Spielzeit aus.
Im Sommer 1969 kehrte er zwar ein zweites Mal zu Fenerbahçe zurück und befand sich auf einem in den Saisonvorbereitungen entstanden Mannschaftsposter, spielte aber in den Mannschaftsplanungen von Trainer Traian Ionescu keine Rolle. Nachdem er bis Ende Oktober 1969 ohne Pflichtspieleinsatz geblieben war, bat er Ionescu um eine Freigabe und wechselte zum Zweitligisten Adanaspor. So wechselte Öztuna gegen ein Gehalt von 50.000 Lira zum südtürkischen Vertreter Adanaspor.
Während seiner Tätigkeit in der Saison 1970/71 undokumentiert blieb, beendete er 1971 seine aktive Laufbahn. 1974 verwehrte Fenerbahçe ihm ein Abschiedsspiel, so organisierten berühmte Prominente wie Müjdat Gezen für Öztuna ein Abschiedsspiel.

### Nationalmannschaft
Öztuna begann seine Nationalmannschaftskarriere 1955 mit einem Einsatz für die türkische U-18-Nationalmannschaftskarriere. Für diese Auswahl absolvierte er bis September 1958 drei weitere Partien. In der letzten Partie war er allerdings deutlich über 18 Jahre alt.
Am 25. November 1956 wurde Öztuna vom Nationaltrainer Cihat Arman im Rahmen eines Testspiels gegen die tschechoslowakische Nationalmannschaft zum ersten Mal für das Aufgebot der türkischen Nationalmannschaft nominiert und absolvierte in dieser Begegnung sein erstes und einziges A-Länderspiel. In dieser Partie, die 1:1 unentschieden endete, erzielte er auch das Tor seiner Mannschaft.
1958 absolvierte er auch eine Partie für die türkische B-Nationalmannschaft, die damalige zweite Auswahl der türkischen Nationalmannschaft.

## Trainerkarriere
Öztuna begann ab Sommer 1981 den neugegründeten Istanbuler Verein Çengelköy Talimhane Kulübü (kurz Çengelköy TK) zu trainieren und arbeitete damit erstmals als Trainer. Rücktritt.
Nachdem er im Sommer 1983 als Co-Trainer von Fenerbahçe Istanbul im Gespräch war, kam es zu keiner Zusammenarbeit. Stattdessen übernahm Öztuna im Herbst 1983 erneut Çengelköy TK.
Im Sommer wurde er hinter Serpil Hamdi Tüzün zum stellvertretenden Leiter der türkischen Jugendnationalmannschaften ernannt. Nach etwa einem Jahr in dieser Tätigkeit wurde er im Sommer 1985 zum Co-Trainer der türkischen Nationalmannschaft ernannt und assistierte dem neuen Cheftrainer Kálmán Mészöly. Nachdem dieser Trainer nach zwei Länderspielen sein Amt an Coşkun Özarı übergab, assistierte Öztuna fortan Özarı.
Parallel zu seiner Tätigkeiten in der türkischen Nationalmannschaften begann Öztuna Anfang 1986 kurzzeitig bei Fenerbahçe als Scout zu arbeiten.
Ab April 1987 begann er als Cheftrainer der türkischen U-21-Nationalmannschaft zu arbeiten. Diese Funktion teilte er sich mit Tınaz Tırpan. Nachdem Tırpan im Frühjahr 1988 zum neuen Cheftrainer der türkischen Nationalmannschaft ernannt worden war, begann Öztuna ihm als Co-Trainer zu assistieren.
Zur Saison 1988/89 wurde Öztuna zusammen mit Ömer Kaner bei Fenerbahçe Istanbul als einer der zwei Co-Trainer vom Cheftrainer Todor Veselinović vorgestellt. Nachdem Öztuna in der Funktion des Co-Trainers mit Fenerbahçe Meister wurde, überwarf er sich im vorsaisonalen Vorbereitungscamp mit Veselinović. Kurze Zeit später gab er seinen Rücktritt bekannt. Öztuna gab Jahre später seine Meniskusbeschwerden als Hauptgrund für seinen Rücktritt an.
In den 1990er Jahren arbeitete er als Scout.

## Erfolge
Mit Fenerbahçe Istanbul
- Meister der İstanbul Profesyonel Ligi: 1956/57, 1958/59
- Türkischer Meister: 1959, 1960/61, 1964/65
- Türkischer Pokalfinalist: 1964/65
- Balkanpokalsieger: 1964/65
- Spor-Toto-Pokalsieger: 1964/65
- Cemal-Gürsel-Pokalsieger: 1959/60